# Spitztälespitz
Spitztälespitz är en bergstopp i Österrike.   Den ligger i distriktet Feldkirch och förbundslandet Vorarlberg, i den västra delen av landet, 500 km väster om huvudstaden Wien. Toppen på Spitztälespitz är 1 775 meter över havet, eller 65 meter över den omgivande terrängen. Bredden vid basen är 0,22 km.
Terrängen runt Spitztälespitz är varierad. Närmaste större samhälle är Feldkirch, 6,4 km norr om Spitztälespitz. 
I omgivningarna runt Spitztälespitz växer i huvudsak blandskog. Runt Spitztälespitz är det ganska tätbefolkat, med 54 invånare per kvadratkilometer.